# Uglegorsk, Amur oblast
Uglegorsk (ryska Углего́рск) är en stängd stad i länet Amur oblast i Ryssland. Den ligger 180 kilometer norr om Blagovesjtjensk. Folkmängden uppgår till cirka 6 000 invånare.

## Historia
Orten bildades 1969 i samband med ICBM-programmet i Kalla krigets slutskede, 1969. Den hette Svobodny-18 fram till 1994, när den fick sitt nuvarande namn.